# Boletina bidenticulata
Boletina bidenticulata är en tvåvingeart som beskrevs av Mitsuhiro Sasakawa och Arika Kimura 1974. Boletina bidenticulata ingår i släktet Boletina och familjen svampmyggor. Arten är reproducerande i Sverige. Inga underarter finns listade i Catalogue of Life.